# Fußball-Club St. Pauli von 1910 2013-2014
Questa voce raccoglie le informazioni riguardanti il Fußball-Club St. Pauli von 1910 nelle competizioni ufficiali della stagione 2013-2014.

## Stagione
Nella stagione 2013-2014 il St. Pauli, allenato da Michael Frontzeck e Roland Vrabec, concluse il campionato di 2. Bundesliga all'8º posto. In Coppa di Germania il St. Pauli fu eliminato al primo turno dal Preußen Münster.

## Rosa
| N. |                        | Ruolo | Calciatore            |
| -- | ---------------------- | ----- | --------------------- |
| 1  | Germania (bandiera)    | P     | Philipp Heerwagen     |
| 6  | Germania (bandiera)    | C     | Florian Kringe        |
| 7  | Germania (bandiera)    | C     | Dennis Daube          |
| 8  | Germania (bandiera)    | C     | Bernd Nehrig          |
| 9  | Germania (bandiera)    | A     | Christopher Nöthe     |
| 10 | Germania (bandiera)    | C     | Christopher Buchtmann |
| 11 | Germania (bandiera)    | C     | Marc Rzatkowski       |
| 12 | Paesi Bassi (bandiera) | A     | John Verhoek          |
| 13 | Germania (bandiera)    | P     | Philipp Tschauner     |
| 14 | Germania (bandiera)    | D     | Philipp Ziereis       |
| 16 | Germania (bandiera)    | D     | Markus Thorandt       |
| 17 | Germania (bandiera)    | C     | Fabian Boll           |
| 18 | Germania (bandiera)    | A     | Lennart Thy           |
| 19 | Austria (bandiera)     | A     | Michael Gregoritsch   |
| 20 | Germania (bandiera)    | D     | Sebastian Schachten   |

| N. |                          | Ruolo | Calciatore         |
| -- | ------------------------ | ----- | ------------------ |
| 22 | Germania (bandiera)      | C     | Fin Bartels        |
| 23 | Germania (bandiera)      | D     | Marcel Halstenberg |
| 24 | Germania (bandiera)      | D     | Florian Mohr       |
| 25 | Germania (bandiera)      | C     | Kevin Schindler    |
| 26 | Germania (bandiera)      | D     | Sören Gonther      |
| 27 | Germania (bandiera)      | D     | Jan-Philipp Kalla  |
| 28 | Kazakistan (bandiera)    | D     | Andrej Startsev    |
| 29 | Germania (bandiera)      | C     | Sebastian Maier    |
| 30 | Germania (bandiera)      | P     | Robin Himmelmann   |
| 32 | Germania (bandiera)      | C     | Fabian Graudenz    |
| 35 | Germania (bandiera)      | C     | Tom Trybull        |
| 36 | Turchia (bandiera)       | C     | Okan Kurt          |
| 37 | Corea del Sud (bandiera) | C     | Choi Kyoung-rok    |
| 38 | Germania (bandiera)      | P     | Svend Brodersen    |

## Organigramma societario
Area tecnica
- Allenatore: Roland Vrabec
- Allenatore in seconda: Timo Schultz
- Preparatore dei portieri: Mathias Hain
- Preparatori atletici:
- Analisi video: Andrew Meredith

## Calciomercato

### Sessione estiva
| Acquisti | Acquisti            | Acquisti          | Acquisti |
| R.       | Nome                | da                | Modalità |
| -------- | ------------------- | ----------------- | -------- |
| A        | Michael Gregoritsch | Hoffenheim        |          |
| D        | Marcel Halstenberg  | Borussia Dortmund |          |
| C        | Sebastian Maier     | Monaco 1860       |          |
| C        | Bernd Nehrig        | Greuther Fürth    |          |
| A        | Christopher Nöthe   | Greuther Fürth    |          |
| C        | Marc Rzatkowski     | Bochum            |          |
| A        | John Verhoek        | FSV Francoforte   |          |
| D        | Philipp Ziereis     | Jahn Ratisbona    |          |

| Cessioni | Cessioni           | Cessioni          | Cessioni |
| R.       | Nome               | a                 | Modalità |
| -------- | ------------------ | ----------------- | -------- |
| P        | Benedikt Pliquett  | Sturm Graz        |          |
| C        | Marcel Andrijanic  | Hessen Kassel     |          |
| D        | Christopher Avevor | Hannover 96       |          |
| C        | Florian Bruns      | Werder Brema II   |          |
| C        | Patrick Funk       | Stoccarda         |          |
| A        | Daniel Ginczek     | Norimberga        |          |
| C        | Akaki Gogia        | Hallescher        |          |
| C        | Joe Gyau           | Hoffenheim        |          |
| A        | Deniz Herber       | TuS Dassendorf    |          |
| P        | Florian Kirschke   | Weiche Flensburgo |          |
| D        | Tjorben Uphoff     | St. Pauli II      |          |

### Sessione invernale
| Acquisti | Acquisti    | Acquisti     | Acquisti |
| R.       | Nome        | da           | Modalità |
| -------- | ----------- | ------------ | -------- |
| C        | Tom Trybull | Werder Brema |          |

| Cessioni | Cessioni | Cessioni | Cessioni |
| R.       | Nome     | a        | Modalità |
| -------- | -------- | -------- | -------- |

## Risultati

### 2. Bundesliga

#### Girone di andata
| Arbitro: | Kinhöfer |

|         |           |  |
| Thy 80’ | Marcatori |  |

| Karlsruhe 27 luglio 2013, ore 15:30 CEST 2ª giornata | Karlsruhe | 0 – 0 referto | St. Pauli | Wildparkstadion (17 667 spett.)\| Arbitro: \| Winkmann \| |
| Arbitro:                                             | Winkmann  |               |           |                                                           |

| Arbitro: | Hartmann |

|  |           |                    |
|  | Marcatori | 67’ (rig.) Hübener |

| Arbitro: | Fritz |

|                            |           |                  |
| Butscher 18’ Jungwirth 69’ | Marcatori | 23’, 35’ Verhoek |

| Arbitro: | Gräfe |

|                      |           |            |
| Kringe 73’ Maier 88’ | Marcatori | 71’ Aoudia |

| Arbitro: | Brych |

|                                             |           |                       |
| Mattuschka 36’ (rig.) Nemec 59’ Terodde 86’ | Marcatori | 1’ Verhoek 6’ Bartels |

| Arbitro: | Kampka |

|                           |           |                        |
| Verhoek 3’ Rzatkowski 58’ | Marcatori | 63’ (aut.) Halstenberg |

| Arbitro: | Dankert |

|            |           |           |
| Kringe 82’ | Marcatori | 47’ Bancé |

| Arbitro: | Kempter |

|           |           |                        |
| Matip 80’ | Marcatori | 45’ Bartels 86’ Kringe |

| Arbitro: | Petersen |

|           |           |                      |
| Nöthe 66’ | Marcatori | 49’ Sağlık 78’ Wurtz |

| Arbitro: | Kircher |

|                         |           |                                          |
| Fürstner 24’ Trinks 77’ | Marcatori | 12’ Maier 50’, 58’ Schindler 90’ Bartels |

| Amburgo 25 ottobre 2013, ore 18:30 CEST 12ª giornata | St. Pauli | 0 – 0 referto | Sandhausen | Millerntor-Stadion (27 901 spett.)\| Arbitro: \| Cortus \| |
| Arbitro:                                             | Cortus    |               |            |                                                            |

| Arbitro: | Hartmann |

|                                            |           |           |
| Zoller 5’, 49’ Gonther 65’ (aut.) Karl 90’ | Marcatori | 31’ Kalla |

| Arbitro: | Kinhöfer |

|                                        |           |  |
| Bartels 35’ Schachten 70’ Thorandt 73’ | Marcatori |  |

| Arbitro: | Zwayer |

|  |           |           |
|  | Marcatori | 29’ Nöthe |

| Arbitro: | Schmidt |

|  |           |                                   |
|  | Marcatori | 6’ Wimmer 28’ Helmes 79’ Gerhardt |

| Arbitro: | Stark |

|  |           |                            |
|  | Marcatori | 8’ Bartels 25’ Gregoritsch |

#### Girone di ritorno
| Arbitro: | Dankert |

|  |           |                       |
|  | Marcatori | 43’ Nöthe 81’ Bartels |

| Arbitro: | Brych |

|  |           |                         |
|  | Marcatori | 63’ Micanski 84’ Torres |

| Arbitro: | Gagelmann |

|                    |           |                   |
| Przybyłko 69’, 90’ | Marcatori | 30’ Thy 61’ Nöthe |

| Arbitro: | Siebert |

|  |           |                |
|  | Marcatori | 12’ Eyjólfsson |

| Arbitro: | Welz |

|              |           |                            |
| Hartmann 44’ | Marcatori | 35’ Kringe 48’ Halstenberg |

| Arbitro: | Kempter |

|                           |           |             |
| Schachten 61’ Bartels 88’ | Marcatori | 58’ Terodde |

| Arbitro: | Willenborg |

|           |           |  |
| Leckie 9’ | Marcatori |  |

| Arbitro: | Sippel |

|  |           |                   |
|  | Marcatori | 21’ Maier 90’ Thy |

| Amburgo 22 marzo 2014, ore 13:00 CET 26ª giornata | St. Pauli      | 0 – 0 referto | Ingolstadt 04 | Millerntor-Stadion (28 301 spett.)\| Arbitro: \| Steinhaus-Webb \| |
| Arbitro:                                          | Steinhaus-Webb |               |               |                                                                    |

| Arbitro: | Stark |

|                                 |           |  |
| Sağlık 41’, 69’ (rig.) Meha 58’ | Marcatori |  |

| Arbitro: | Siebert |

|                            |           |                      |
| Schachten 66’ Thorandt 85’ | Marcatori | 75’ Röcker 78’ Azemi |

| Arbitro: | Thomsen |

|                    |           |                                          |
| Blum 50’ Adler 70’ | Marcatori | 55’ Gonther 76’ Schachten 78’ Rzatkowski |

| Arbitro: | Fritz |

|                        |           |                                |
| Verhoek 14’ Kringe 89’ | Marcatori | 31’ Lakić 61’ Karl 90’ Jenssen |

| Arbitro: | Kempter |

|                    |           |         |
| Banović 87’ (rig.) | Marcatori | 60’ Thy |

| Arbitro: | Bandurski |

|  |           |                                            |
|  | Marcatori | 3’ Lechleiter 58’ (rig.) Grech 68’ Junglas |

| Arbitro: | Perl |

|                                                  |           |  |
| Ujah 13’ Kalla 39’ (aut.) Helmes 43’ Bigalke 61’ | Marcatori |  |

| Arbitro: | Fischer |

|                     |           |                        |
| Nöthe 14’ Maier 38’ | Marcatori | 28’ Koçer 62’ Sylvestr |

### Coppa di Germania
| Arbitro: | Kampka |

|            |           |  |
| Taylor 31’ | Marcatori |  |

## Statistiche

### Statistiche di squadra
| Competizione      | Punti | In casa | In casa | In casa | In casa | In casa | In casa | In trasferta | In trasferta | In trasferta | In trasferta | In trasferta | In trasferta | Totale | Totale | Totale | Totale | Totale | Totale | DR |
| Competizione      | Punti | G       | V       | N       | P       | Gf      | Gs      | G            | V            | N            | P            | Gf           | Gs           | G      | V      | N      | P      | Gf     | Gs     | DR |
| ----------------- | ----- | ------- | ------- | ------- | ------- | ------- | ------- | ------------ | ------------ | ------------ | ------------ | ------------ | ------------ | ------ | ------ | ------ | ------ | ------ | ------ | -- |
| 2. Bundesliga     | 48    | 17      | 5       | 5       | 7       | 18      | 23      | 17           | 8            | 4            | 5            | 26           | 26           | 34     | 13     | 9      | 12     | 44     | 49     | -5 |
| Coppa di Germania | -     | 0       | 0       | 0       | 0       | 0       | 0       | 1            | 0            | 0            | 1            | 0            | 1            | 1      | 0      | 0      | 1      | 0      | 1      | -1 |
| Totale            | 48    | 17      | 5       | 5       | 7       | 18      | 23      | 18           | 8            | 4            | 6            | 26           | 27           | 35     | 13     | 9      | 13     | 44     | 50     | -6 |

### Andamento in campionato
| Giornata  | 1 | 2 | 3  | 4  | 5 | 6  | 7 | 8 | 9 | 10 | 11 | 12 | 13 | 14 | 15 | 16 | 17 | 18 | 19 | 20 | 21 | 22 | 23 | 24 | 25 | 26 | 27 | 28 | 29 | 30 | 31 | 32 | 33 | 34 |
| --------- | - | - | -- | -- | - | -- | - | - | - | -- | -- | -- | -- | -- | -- | -- | -- | -- | -- | -- | -- | -- | -- | -- | -- | -- | -- | -- | -- | -- | -- | -- | -- | -- |
| Luogo     | C | T | C  | T  | C | T  | C | C | T | C  | T  | C  | T  | C  | T  | C  | T  | T  | C  | T  | C  | T  | C  | T  | T  | C  | T  | C  | T  | C  | T  | C  | T  | C  |
| Risultato | V | N | P  | N  | V | P  | V | N | V | P  | V  | N  | P  | V  | V  | P  | V  | V  | P  | N  | P  | V  | V  | P  | V  | N  | P  | N  | V  | P  | N  | P  | P  | N  |
| Posizione | 4 | 6 | 10 | 11 | 7 | 12 | 6 | 7 | 4 | 6  | 5  | 5  | 8  | 5  | 4  | 5  | 4  | 3  | 6  | 6  | 7  | 6  | 4  | 5  | 4  | 4  | 5  | 5  | 4  | 5  | 6  | 6  | 8  | 8  |

Legenda:

Luogo: C = Casa; T = Trasferta. Risultato: V = Vittoria; N = Pareggio; P = Sconfitta.

### Statistiche dei giocatori
| Giocatore      | 2. Bundesliga | 2. Bundesliga | 2. Bundesliga | 2. Bundesliga | Coppa di Germania | Coppa di Germania | Coppa di Germania | Coppa di Germania | Totale   | Totale | Totale      | Totale     |
| Giocatore      | Presenze      | Reti          | Ammonizioni   | Espulsioni    | Presenze          | Reti              | Ammonizioni       | Espulsioni        | Presenze | Reti   | Ammonizioni | Espulsioni |
| -------------- | ------------- | ------------- | ------------- | ------------- | ----------------- | ----------------- | ----------------- | ----------------- | -------- | ------ | ----------- | ---------- |
| F. Bartels     | 27            | 7             | 3             | 0             | 1                 | 0                 | 0                 | 0                 | 28       | 7      | 3           | 0          |
| F. Boll        | 10            | 0             | 2             | 0             | 1                 | 0                 | 1                 | 0                 | 11       | 0      | 3           | 0          |
| S. Brodersen   | 0             | 0             | 0             | 0             | 0                 | 0                 | 0                 | 0                 | 0        | 0      | 0           | 0          |
| C. Buchtmann   | 27            | 0             | 14            | 0             | 1                 | 0                 | 1                 | 0                 | 28       | 0      | 15          | 0          |
| K. Choi        | 0             | 0             | 0             | 0             | 0                 | 0                 | 0                 | 0                 | 0        | 0      | 0           | 0          |
| D. Daube       | 0             | 0             | 0             | 0             | 0                 | 0                 | 0                 | 0                 | 0        | 0      | 0           | 0          |
| S. Gonther     | 28            | 1             | 10            | 1             | 1                 | 0                 | 0                 | 0                 | 29       | 1      | 10          | 1          |
| F. Graudenz    | 0             | 0             | 0             | 0             | 0                 | 0                 | 0                 | 0                 | 0        | 0      | 0           | 0          |
| M. Gregoritsch | 15            | 1             | 2             | 0             | 1                 | 0                 | 0                 | 0                 | 16       | 1      | 2           | 0          |
| M. Halstenberg | 31            | 1             | 5             | 0             | 1                 | 0                 | 0                 | 0                 | 32       | 1      | 5           | 0          |
| P. Heerwagen   | 2             | 0             | 0             | 0             | 0                 | 0                 | 0                 | 0                 | 2        | 0      | 0           | 0          |
| R. Himmelmann  | 1             | 0             | 0             | 0             | 0                 | 0                 | 0                 | 0                 | 1        | 0      | 0           | 0          |
| J. Kalla       | 23            | 1             | 4             | 0             | 1                 | 0                 | 1                 | 0                 | 24       | 1      | 5           | 0          |
| F. Kringe      | 24            | 5             | 1             | 0             | 0                 | 0                 | 0                 | 0                 | 24       | 5      | 1           | 0          |
| O. Kurt        | 1             | 0             | 0             | 0             | 0                 | 0                 | 0                 | 0                 | 1        | 0      | 0           | 0          |
| S. Maier       | 24            | 4             | 3             | 0             | 1                 | 0                 | 0                 | 0                 | 25       | 4      | 3           | 0          |
| F. Mohr        | 11            | 0             | 1             | 0             | 0                 | 0                 | 0                 | 0                 | 11       | 0      | 1           | 0          |
| B. Nehrig      | 24            | 0             | 5             | 0             | 1                 | 0                 | 0                 | 0                 | 25       | 0      | 5           | 0          |
| C. Nöthe       | 27            | 5             | 5             | 0             | 1                 | 0                 | 0                 | 0                 | 28       | 5      | 5           | 0          |
| M. Rzatkowski  | 32            | 2             | 7             | 0             | 1                 | 0                 | 0                 | 0                 | 33       | 2      | 7           | 0          |
| S. Schachten   | 20            | 4             | 7             | 0             | 0                 | 0                 | 0                 | 0                 | 20       | 4      | 7           | 0          |
| K. Schindler   | 14            | 2             | 2             | 0             | 0                 | 0                 | 0                 | 0                 | 14       | 2      | 2           | 0          |
| A. Startsev    | 0             | 0             | 0             | 0             | 0                 | 0                 | 0                 | 0                 | 0        | 0      | 0           | 0          |
| M. Thorandt    | 29            | 2             | 7             | 1             | 0                 | 0                 | 0                 | 0                 | 29       | 2      | 7           | 1          |
| L. Thy         | 27            | 4             | 6             | 0             | 1                 | 0                 | 1                 | 0                 | 28       | 4      | 7           | 0          |
| T. Trybull     | 12            | 0             | 2             | 1             | 0                 | 0                 | 0                 | 0                 | 12       | 0      | 2           | 1          |
| P. Tschauner   | 32            | 0             | 2             | 0             | 1                 | 0                 | 0                 | 0                 | 33       | 0      | 2           | 0          |
| J. Verhoek     | 25            | 5             | 2             | 0             | 1                 | 0                 | 0                 | 0                 | 26       | 5      | 2           | 0          |
| P. Ziereis     | 9             | 0             | 0             | 0             | 0                 | 0                 | 0                 | 0                 | 9        | 0      | 0           | 0          |